# Otherland
Otherland ist eine Tetralogie von Science-Fiction- bzw. Cyberpunk-Romanen des US-amerikanischen Schriftstellers Tad Williams, die zwischen 1996 und 2001 veröffentlicht wurde. Die Romane spielen in einer nahen Zukunft, in der eine vollständig immersive virtuelle Realität umsetzbar ist, genannt das Netz.

## Inhalt

### Gesellschaft und Technologie
Die Handlung spielt in der zweiten Hälfte des 21. Jahrhunderts in einer Welt, in der das Netz (eine Weiterentwicklung des Internets) das gesamte Leben dominiert. Durch Implantate, die direkt mit den Sinnesnerven verbunden sind, und andere Technologien ist es mittlerweile möglich, sich völlig in virtuelle Realitäten und Simulationen einzuklinken und diese hautnah zu erleben. Viele Menschen verbringen den Großteil ihres Lebens in virtuellen Umgebungen, einige haben sich fast völlig aus der realen Welt zurückgezogen. Der Zugang zum Netz und die Qualität der Instrumente und Implantate, die die Nutzung virtueller Realitäten ermöglichen, sind ein wesentliches soziales Statusmerkmal. Die Kluft zwischen Arm und Reich ist nicht nur in diesem Bereich tiefer als in der Realität des beginnenden 21. Jahrhunderts. Wohlhabende Familien in den USA beispielsweise haben sich in festungsähnlich gesicherte Wohngebiete zurückgezogen, während sich unter den Highways an den Brücken aufgehängte riesige Slumsiedlungen (Bienenstöcke) entwickelt haben.

### Handlung
Otherland, eine Sammlung virtueller Welten, wurde von einigen der reichsten und mächtigsten Menschen der Welt geschaffen. Sie nennen sich selbst die Gralsbruderschaft. Die Technik, die dieser virtuellen Welt zugrunde liegt, ist weitaus fortgeschrittener als alle anderen bekannten Welten im Netz. Im Gegensatz zum Rest des virtuellen Raums bedient sich Otherland auch der Nutzung des menschlichen Bewusstseins. Hierdurch kommt es im Verlauf der Handlung dazu, dass Kinder im virtuellen Raum gefangen werden und nicht mehr in die reale Welt zurückkehren können. Dieses Motiv bestimmt die Handlung des ersten Buchs. Das Ziel der Gralsbruderschaft ist es, mit Hilfe von Otherland unsterblich zu werden.
Im ersten Roman lernt der Leser durch verschiedene, zunächst scheinbar nicht verbundene Handlungsstränge eine Reihe von Menschen kennen, die sich durch Intervention von Mr. Sellars in Otherland treffen und dieses von innen zu zerstören versuchen. Sellars ist das Opfer militärischer Versuche, bei denen er verschiedene elektronische Implantate erhielt. Er hat Teile des Geheimnisses von Otherland entschlüsselt und sich entschlossen, dessen Gründer zu bekämpfen. Die Gruppe von Helfern irrt dabei durch immer neue virtuelle Welten auf der Suche nach Informationen und Möglichkeiten, Otherland zu vernichten – oder es wenigstens lebend zu verlassen.
In der realen Welt sind indes verschiedene Personen mit Otherland verknüpft – als Mitglieder der Gralsbruderschaft, als deren Handlanger, als Polizisten oder als Angehörige von im Koma liegenden Kindern. Alle diese Handlungsstränge existieren teilweise parallel, teilweise berühren oder vereinigen sie sich auf der realen oder virtuellen Ebene – bis das Geheimnis von Otherland gelöst ist.

## Hauptcharaktere
- Paul Jonas: ein sowohl physisch als auch psychisch englischer Gefangener des Vorsitzenden der Gralsbruderschaft, Felix Jongleur. Er leidet unter Gedächtnisverlust. Er wird von Sellars in der virtuellen Realität aus einer Simulation Jongleurs befreit. In Otherland wird er von Handlangern Jongleurs sowie dem Engel Avialle verfolgt.
- Mr. Sellars: ein Mann der vom US-Militär unter Hausarrest steht. Er ist ein ehemaliger Soldat, an dessen Körper zahlreiche leistungssteigernde Modifikationen sowie der Einbau einer IT-Infrastruktur vorgenommen wurden. Durch einen Amoklauf wurde er verkrüppelt und wird seitdem aufgrund seiner Aufrüstung als Gefahr und aufgrund seiner Behinderung als nutzlos eingestuft, vom Militär überwacht.
- Irene (Renie) Sulaweyo ist eine südafrikanische Hochschuldozentin in Durban. Nachdem ihr jüngerer Bruder Steven in eine Art Koma fällt, beginnt sie mit der Suche nach Antworten.
- !Xabbu: ist Student an Renies Hochschule. Er ist ein San und kulturell zwischen der modernen und der traditionellen Lebensweise seines Volkes zerrissen. Er hat dadurch oft andere Denkansätze und über die komplette Handlung des Buches erzählt er zu Situationen passende Geschichten seines Volkes.
- Christabel Sorenson: Die Tochter des Major Sorenson lebt mit ihrer Familie auf einer Militärbasis in den USA. In dieser Basis wächst sie wohlbehütet vor der Außenwelt auf. Entgegen dem Willen und Wissen ihrer Eltern besucht sie Mr. Sellars und hilft diesem bei Aktionen.
- Orlando Gardiner: Er ist ein hochtalentierter 14-jähriger Junge, der am Progerie-Syndrom leidet, welches ihn frühzeitig altern lässt. Bezogen auf die für die Krankheit übliche Lebenserwartung hat er den Zenit seines Lebens schon überschritten. Er flüchtet sich aufgrund seiner körperlichen Einschränkung in ein MMORPG, in welchem er als Thargor der erfolgreichste Spieler ist. Dabei verbringt er viel Zeit mit seinem besten und einzigen Freund Fredericks.
- Salome (Sam) Fredericks: Sie ist die beste Freundin Orlandos. Da die beiden sich nur virtuell kennen, konnte sie Orlando jahrelang vortäuschen, ein Junge zu sein, was sie anfangs nur tat, weil sie sich als solcher im Spiel verhalten wollte, später jedoch es nicht klarstellen konnte, um die Freundschaft nicht zu gefährden. Sie wird immer nur Fredericks genannt.
- Felix Jongleur ist der Chef seines gleichnamigen Konzerns. Er und seine Komparsen sind so mächtig, dass sie leicht Einfluss auf das Weltpolitikgeschehen nehmen können und ohne Probleme Personen verschwinden lassen können. Er ist über 150 Jahre alt und hat panische Angst vor dem Tod, weshalb er verschiedene Versuche unternimmt, diesen zu umgehen – unter anderem das Gralsprojekt.
- Decatur (Catur) Ramsey ist ein von den Eltern Sams beauftragter Anwalt. Er stellt Nachforschungen an, kommt mit Sellars, Prowlowski, Orlandos Eltern, den Sorensons und dessen Softwareagenten in Kontakt und hilft diesen auch.
- Olga Pirofsky ist in der Kinderunterhaltung tätig. Dabei steuert sie die surrealistischen Figuren einer interaktiven Kindersendung, welche in der virtuellen Realität des Netzes läuft. Sie wird immer öfter während ihrer Arbeit im Netz von stechenden Schmerzen geplagt und fängt irgendwann an, während der Verbindung mit dem Netz Kinderstimmen zu hören. Olga wird immer noch von der Fehlgeburt ihres Kindes und dem Tod ihres Mannes geplagt und muss feststellen, dass es hier eine Verbindung zum Schicksal der anderen Charaktere gibt.

## Umsetzungen

### Hörspiel
Unter der Regie von Walter Adler wurde der Romanzyklus 2004 auch als Hörspiel produziert. Dieses gilt mit 24 Stunden Laufzeit als die derzeit längste Hörspielproduktion.

### PC-Spiel
Im Oktober 2008 begannen RealU und Gamigo mit der Arbeit an einem auf den Büchern basierenden MMORPG. Bei der Entwicklung wurde auch Tad Williams miteinbezogen.
Vier Jahre später, im September 2012 wurde der Closed-Beta-Test mit mehreren Testphasen an Wochenenden und Stresstest gestartet. Zu der Zeit befand sich dtp entertainment, zu dem Gamigo zum Teil gehört, bereits in Insolvenz. Im März 2013 wurde die Entwicklung des Spiels schließlich aufgrund der Insolvenz des mit RealUI zusammenhängenden Finanzgebers United Investors eingestellt.

Am 9. Oktober 2014 veröffentlichte das polnische Entwicklerteam Drago entertainment auf YouTube einen kurzen Teaser zum Revival des Spieleprojekts und gab über die neu gegründete Facebookseite des Otherland Games den Beginn der ersten Closed-Beta-Testphase zum 13. November 2014 bekannt. Als Publisher gilt Interactive Media & Entertainment.

## Buchausgaben
Die vier Romane mit den Titeln City of Golden Shadow (deutsch: Stadt der goldenen Schatten), River of Blue Fire (deutsch: Fluss aus blauem Feuer), Mountain of Black Glass (deutsch: Berg aus schwarzem Glas) und Sea of Silver Light (deutsch: Meer des silbernen Lichts) wurden zwischen 1996 und 2001 im US-amerikanischen Verlag DAW Books erstmals veröffentlicht.
Die deutschen Übersetzungen von Hans-Ulrich Möhring sind seit 2005 im Heyne Verlag erhältlich, erschienen allerdings schon zuvor bei Klett-Cotta.
Zudem schrieb Tad Williams eine Kurzgeschichte auf Grundlage der Romane mit dem Titel The Happiest Dead Boy in the World (deutsch: Der glücklichste tote Junge der Welt), die 2006 in einer Kurzromansammlung namens Legenden – Das Geheimnis von Otherland abgedruckt wurde.

### Englischsprachige Originalausgaben
- Tad Williams: City of Golden Shadow. DAW Books, 1996, ISBN 0-88677-710-0.
- Tad Williams: River of Blue Fire. DAW Books, 1998, ISBN 0-88677-777-1.
- Tad Williams: Mountain of Black Glass. DAW Books, 1999, ISBN 0-88677-849-2.
- Tad Williams: Sea of Silver Light. DAW Books, 2001, ISBN 0-88677-977-4.

### Deutschsprachige Ausgaben
- Tad Williams: Stadt der goldenen Schatten. Heyne, München 2005. ISBN 978-3-453-53075-1.
- Tad Williams: Fluss aus blauem Feuer. Heyne, München 2006, ISBN 978-3-453-53216-8.
- Tad Williams: Berg aus schwarzem Glas. Heyne, München 2007, ISBN 978-3-453-53217-5.
- Tad Williams: Meer des silbernen Lichts. Heyne, München 2007, ISBN 978-3-453-53218-2.

Kurzgeschichte:
- Tad Williams: Der glücklichste tote Junge der Welt. In: Robert Silverberg (Hrsg.): Legenden – Das Geheimnis von Otherland. Piper, München 2006, ISBN 3-492-75005-2.

### Rezensionen
- Literaturschock.de:
  - Stadt der goldenen Schatten (Otherland 1)
  - Fluss aus blauem Feuer (Otherland 2)
  - Berg aus schwarzem Glas (Otherland 3)
  - Meer des silbernen Lichts (Otherland 4)

- Literaturzeitschrift.de:
  - Otherland 1: Stadt der goldenen Schatten
  - Otherland 2: Fluss aus blauem Feuer
  - Otherland 3: Berg aus schwarzem Glas
  - Otherland 4: Meer des silbernen Lichts

- Janetts Meinung:
  - Otherland: Das komplette Hörspiel
  - Otherland: Der glücklichste tote Junge der Welt